# مایکل بیتس (بازیکن فوتبال)
مایکل بیتس (انگلیسی: Michael Bates؛ زادهٔ ۱۹ دسامبر ۱۹۶۹) ورزشکار دو و میدانی، و بازیکن فوتبال آمریکایی اهل ایالات متحده آمریکا است.
از باشگاه‌هایی که در آن بازی کرده‌است می‌توان به نیویورک جتز، کارولاینا پنترز، سیاتل سی‌هاکس، واشینگتن ردسکینز، کلیولند براونز، و دالاس کاوبویز اشاره کرد.